# Новая Степь
Новая Степь (укр. Новий Степ) — село в Веселиновском районе Николаевской области Украины.
Население по переписи 2001 года составляло 31 человек. Почтовый индекс — 57051. Телефонный код — 5163. Занимает площадь 0,337 км².

## История
Основан, как немецкий католический хутор Шмальц.
В 1946 году указом ПВС УССР хутор Шмальц переименован в Новую Степь.

## Местный совет
57050, Николаевская обл., Веселиновский р-н, с. Ставки, ул. Степная, 12